# كاظم حطيط
كاظم حطيط، أديب وسياسي وكاتب من بلدة الدوير إحدى قرى جبل عامل.

## ولادته ونشأته
- ولد في بلدة الدوير عام 1930 م.
- بدأ حياته الملية مدرّسا في منطقة النبطية ثم أصبح أستاذا للتعليم الثانوي في ثانويات بيروت الرسمية
- حائز على إجازة في الآداب
- حائز على إجازة في الحقوق
- كما حاز على درجة دكتوراة في الآداب.

## في السياسة
- بدأ حياته السياسية في حزب البعث حيث كان عضوا فيه
- انضم لاحقا إلى «الحركة العربية الواحدة» ذات الميول الناصرية وذلك في مطلع الستينيات
- لاحقا انضوى في منظمة التحرير الفلسطينية وذلك في العام 1965م وأصبح عضوا فاعلا فيها حتى العام 1982م تاريخ الاجتياح الإسرائيلي للبنان.

## مؤلفاته
1. في المجتمع العربي
2. سلسلة في قواعد اللغة العربية
3. دراسات في الأدب العربي
4. أبحاث في التربية والتعليم (باللغة الفرنسية)
5. ابن قتيبة آثاره وأثره في الفكر العربي والإسلامي
6. استعمال حق النقض في مجلس الأمن
7. لبنان والعرب
8. العرب وتحديات المصير
9. ابن قتيبة في الصراع العربي الشعبوي
10. أعلام وروّاد في الأدب العربي
11. المرأة في ظلال الحقيقة
12. أثر العلوم الاجتماعية والإنسانية في تطوير القانون الجنائي
13. أبحاث مع السياسة والقانون
14. المقاومة الوطنية - منطلقات وأبعاد
15. العرب وتحديات المصير

## نشاطاته المختلفة
- عمل في الإذاعة اللبنانية مدة 12 عاما كمحاضر ومحاور
- عضو مؤسس في اتحاد الكتّاب اللبنانيين
- عضو في الاتحاد العام للأدباء والكتّاب العرب

## وفاته
توفي في العام 2007م.